# Abudefduf sparoides
Abudefduf sparoides är en fiskart som först beskrevs av Jean René Constant Quoy och Joseph Paul Gaimard 1825.  Abudefduf sparoides ingår i släktet Abudefduf och familjen Pomacentridae. Inga underarter finns listade i Catalogue of Life.

## Bildgalleri

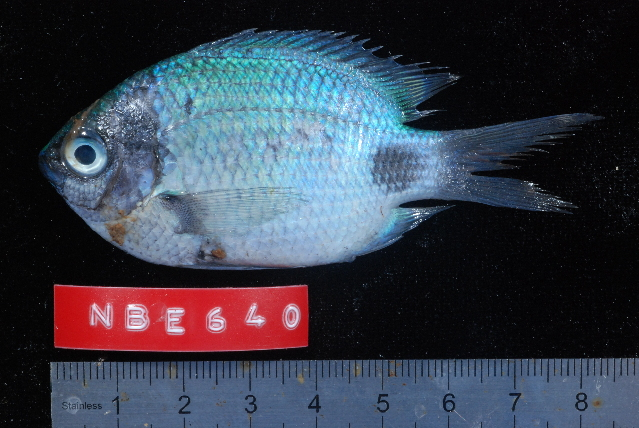